# Route Hubert-Delisle

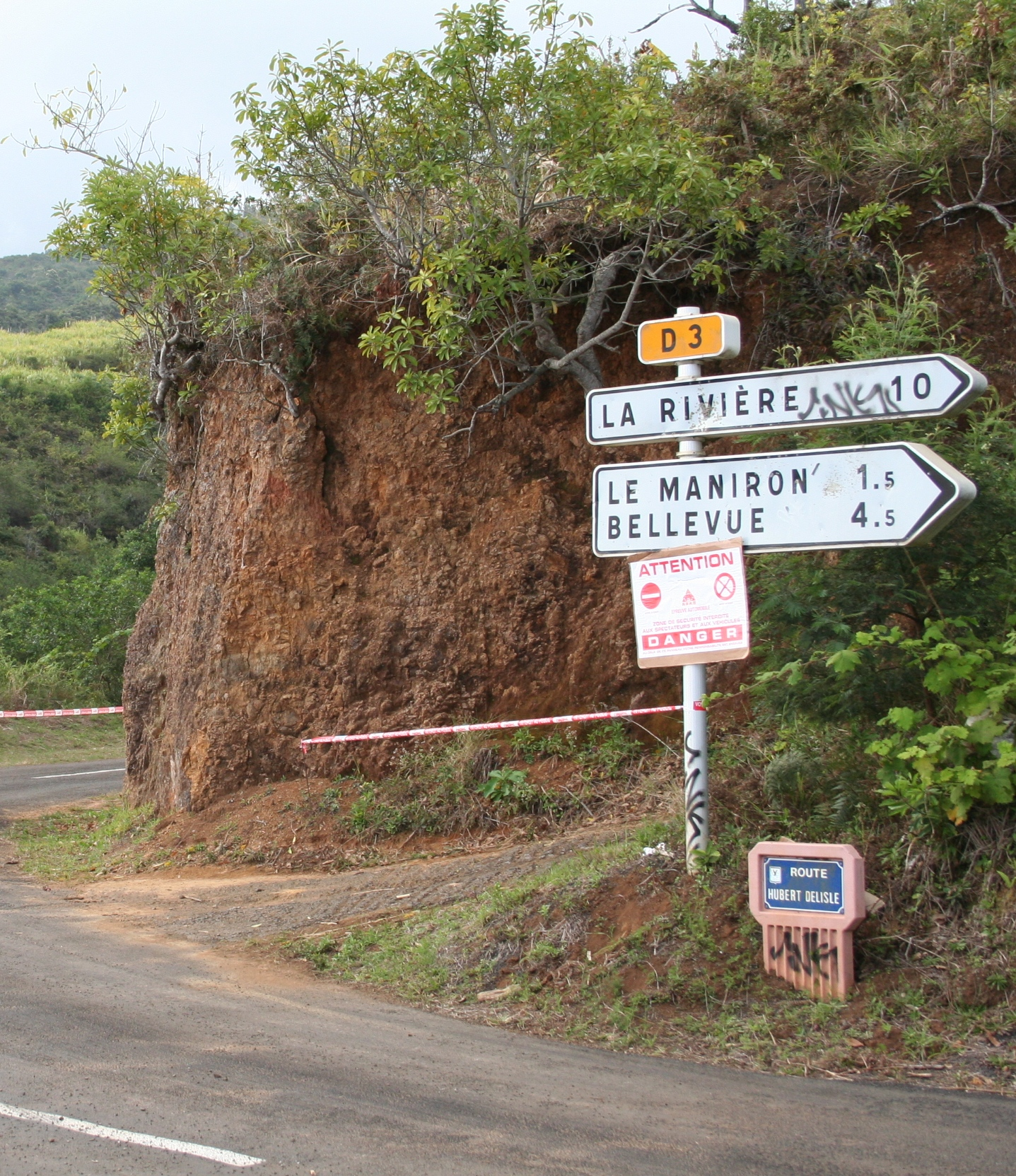
Panneau de signalisation de la route Hubert-Delisle.

La route Hubert-Delisle ou route départementale 3 de La Réunion, est une route de La Réunion, un département d'outre-mer français dans l'océan Indien. Imaginée par Louis Henri Hubert-Delisle, gouverneur de La Réunion au XIXe siècle, elle avait vocation à faire le tour de l'île sans jamais descendre sur le littoral. Les tronçons de cette route de montagne jamais achevée doublent aujourd'hui les routes nationales 1 et 2 en reliant entre eux de nombreux lieux-dits des Hauts, ce qui demande le franchissement de nombreuses ravines en amont, comme la ravine Daniel à La Saline.